# 段蔭明
段蔭明（だん いんめい、英語：Matthias Duan Yin-ming、1908年2月22日 - 2001年1月10日）は、洗礼名をマチアといい、カトリック万県教区司教であった。彼はかつてローマ教皇の任命を受け、なおかつ政府がその地位を承認し続けた唯一の中国の司教であったが、1998年に教皇ヨハネ・パウロ2世が招集したアジアシノドスに参加する許可を得られなかった。

## 生涯
1908年2月22日、段蔭明は四川省達県で生まれた。1935年にローマに留学し、ウルバノ大学で神学博士の学位を取得した後の1937年3月27日に司祭に叙階された。1944年には世光大修道院院長と輔成法学院教授に任じられた。
1949年6月9日、教皇ピウス12世は段蔭明を万県教区司教に任命した（江蘇蘇州教区龔品梅司教、四川楽山教区鄧及洲司教と同日の任命であった）。10月18日に聖別された。万県教区は名義上は中国天主教愛国会の管轄に属していたが、実際にはずっとバチカンの指定した司教の指導下にあった。段司教は四川省天主教教友愛国会主任、中国天主教教友愛国会委員、四川省天主教愛国会副主席、四川省政協委員等の職に就いた。
1998年、教皇ヨハネ・パウロ2世は段司教をアジアシノドスに参加するよう招待したが、パスポートの発行を受けられなかったので、参加は叶わなかった。2001年1月10日に世を去る。92歳であった。